# Pratia
- Commons
- Wikispecies

Pratia é um gênero botânico pertencente à família Campanulaceae.
1. ↑  «Pratia — World Flora Online». www.worldfloraonline.org. Consultado em 19 de agosto de 2020